# Zornia harmsiana
Zornia harmsiana är en ärtväxtart som beskrevs av Paul Carpenter Standley. Zornia harmsiana ingår i släktet Zornia och familjen ärtväxter. Inga underarter finns listade i Catalogue of Life.